# Neonotonia wightii
Neonotonia wightii là một loài thực vật có hoa trong họ Đậu. Loài này được (Wight & Arn.) J.A.Lackey miêu tả khoa học đầu tiên.

## Hình ảnh

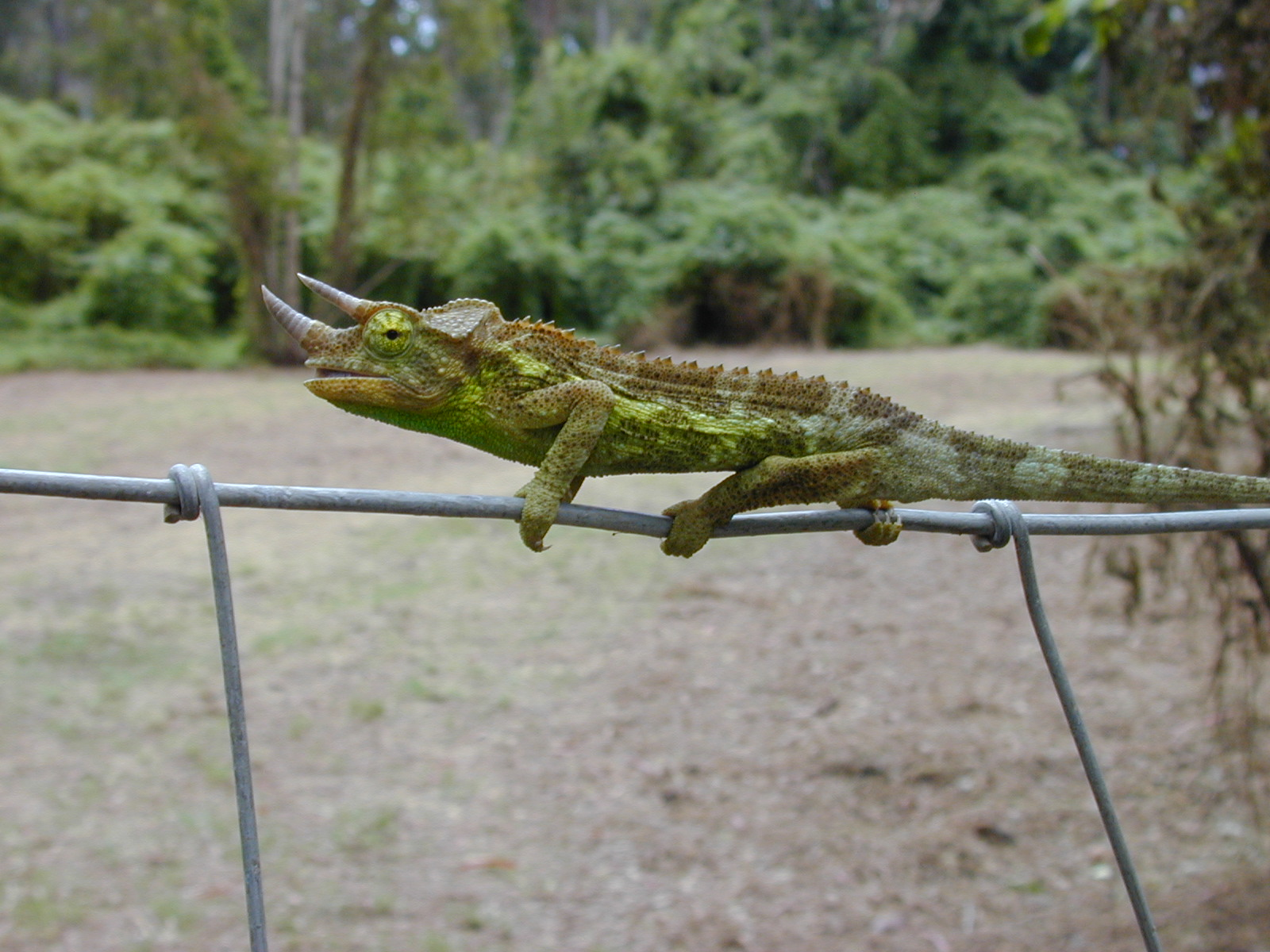
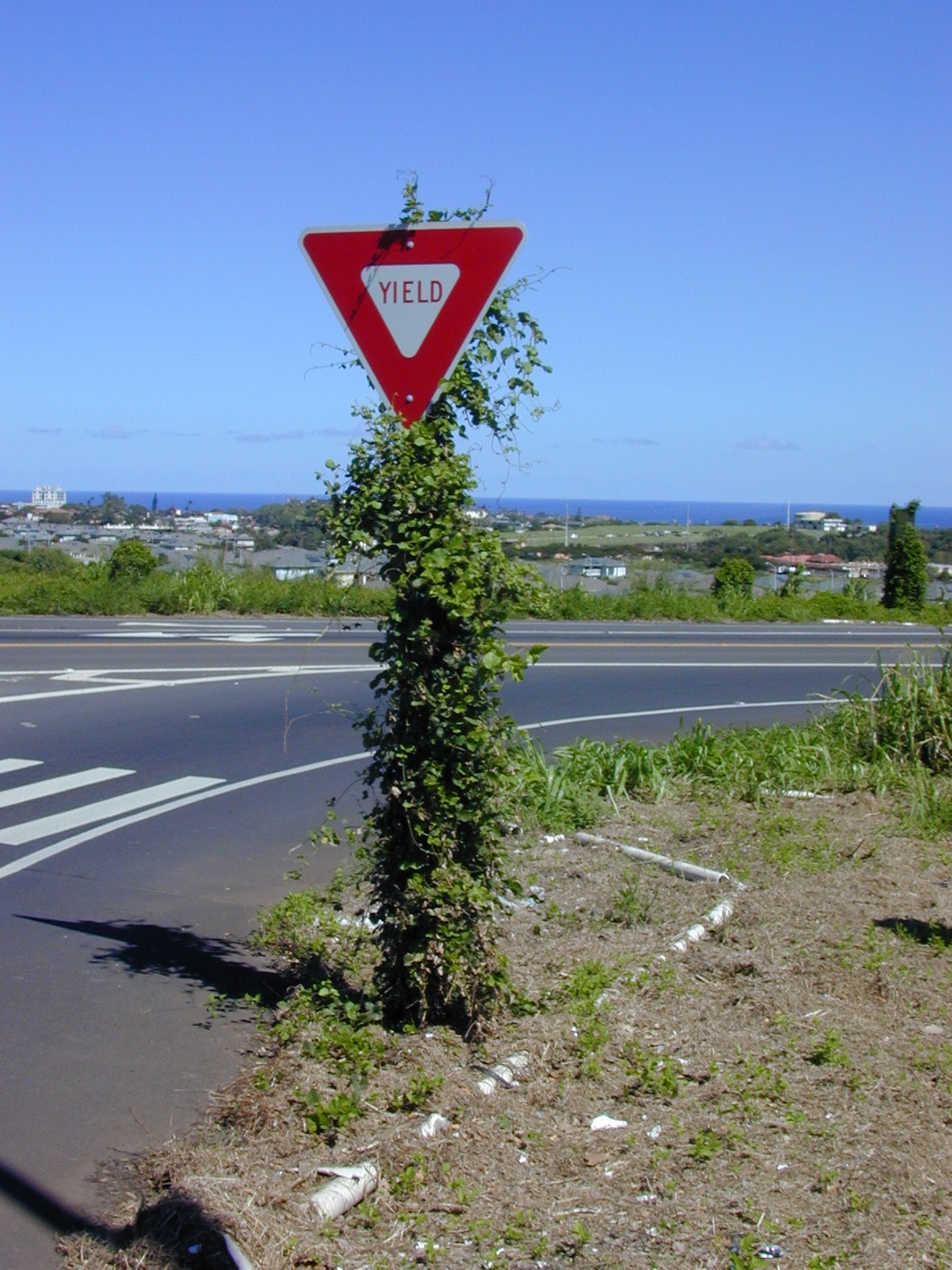
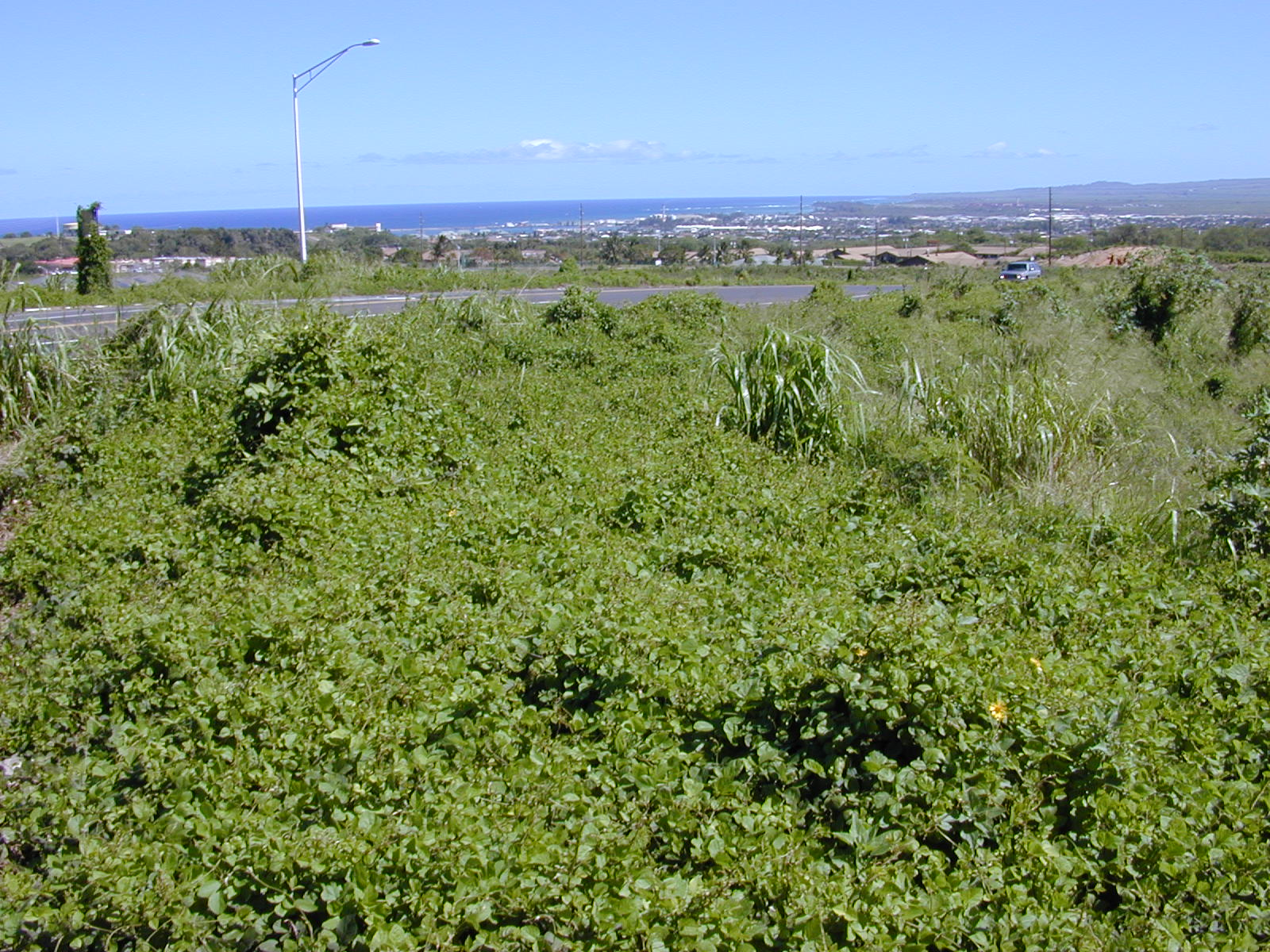
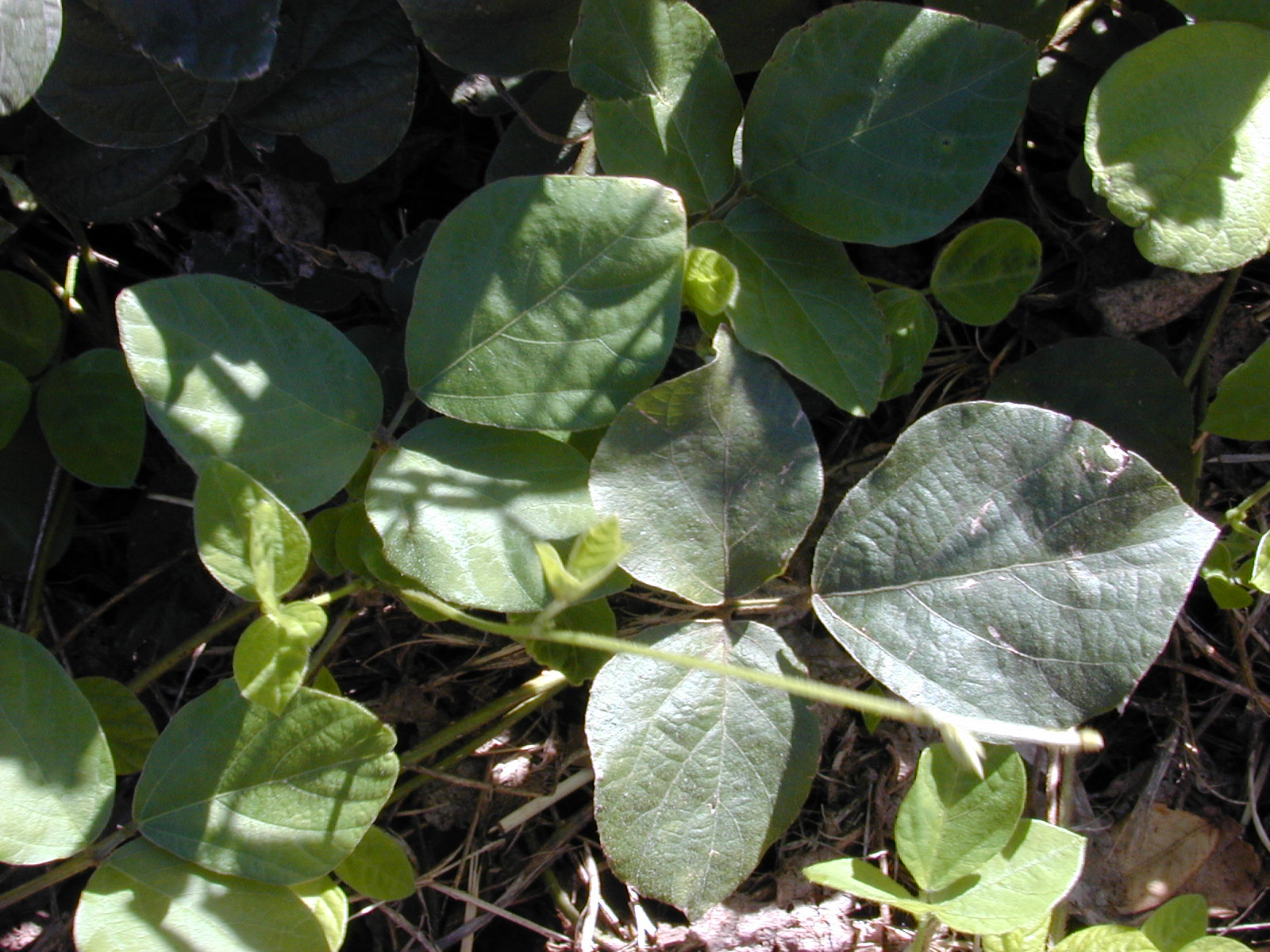